# Durfort-Lacapelette
Durfort-Lacapelette è un comune francese di 879 abitanti, situato nel dipartimento del Tarn e Garonna, nella regione dell'Occitania.

## Società

### Evoluzione demografica
Abitanti censiti